# Fort Goede Hoop (Goudkust)

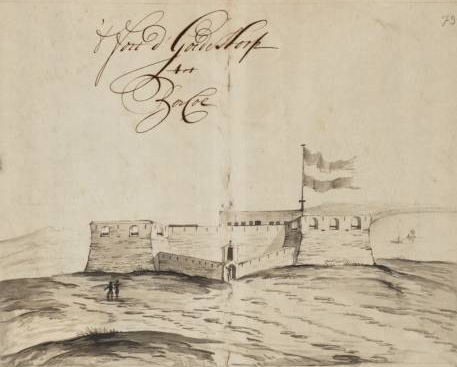
Fort Goede Hoop in 1709

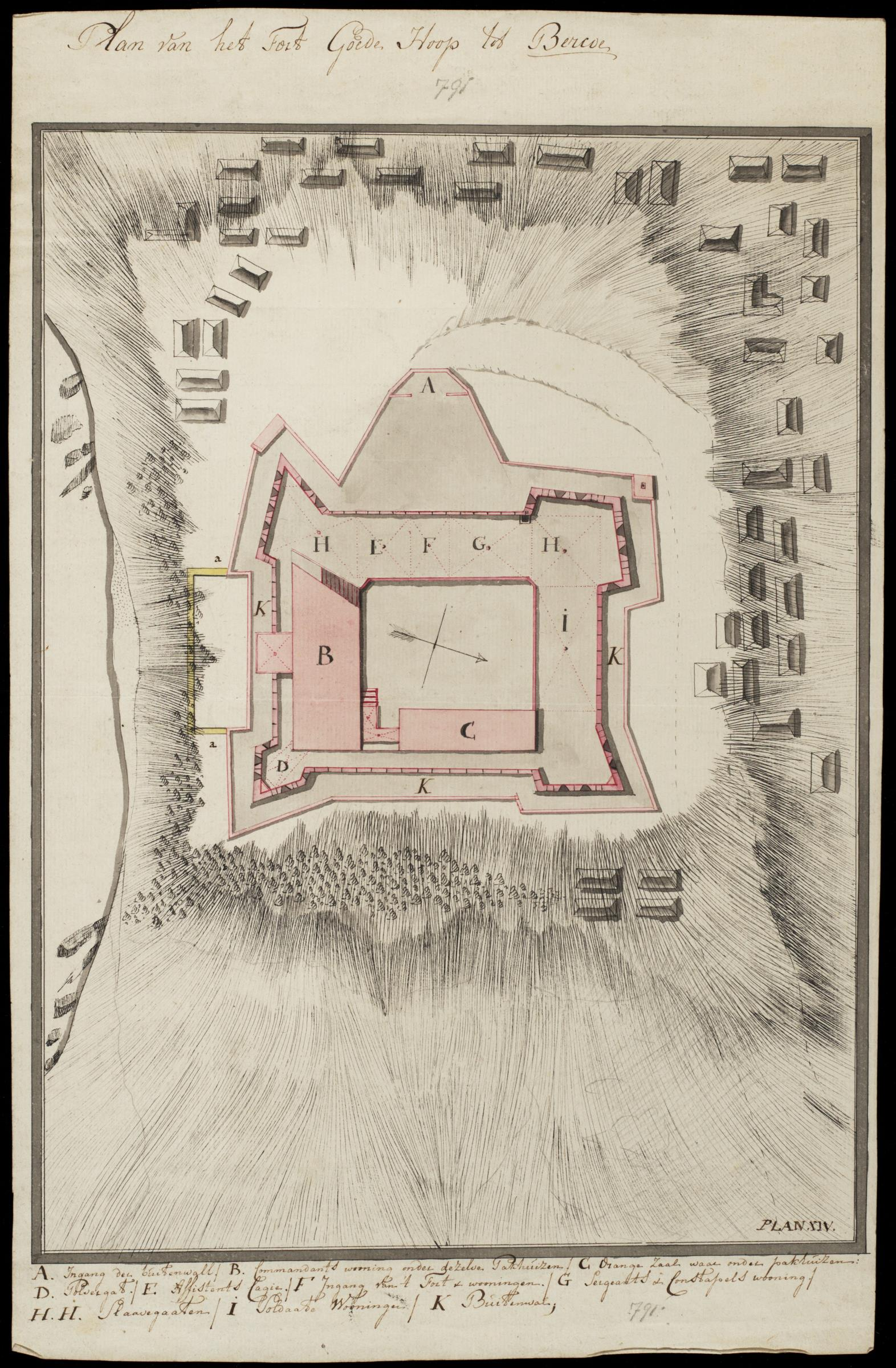
Plattegrond van Fort Goede Hoop te Berku

Fort Goede Hoop was een Nederlands fort aan de West-Afrikaanse kust dat in 1667 was gebouwd en in 1868 Brits bezit werd. 
Het fort aan de Goudkust werd in 1782 voor de eerste maal ingenomen door Britse troepen, tegelijk met enkele andere Nederlandse vestigingen in de regio. In 1785 kwam het weer in Nederlandse handen. De tweede keer was van 1811-1816, gedurende de  Franse tijd. Door het verbod op de slavenhandel verloor het fort voor Nederland zijn betekenis. 
In 1868 werd het bouwwerk in het kader van een Brits-Nederlands verdrag definitief aan Groot-Brittannië overgedragen.

## Galerij

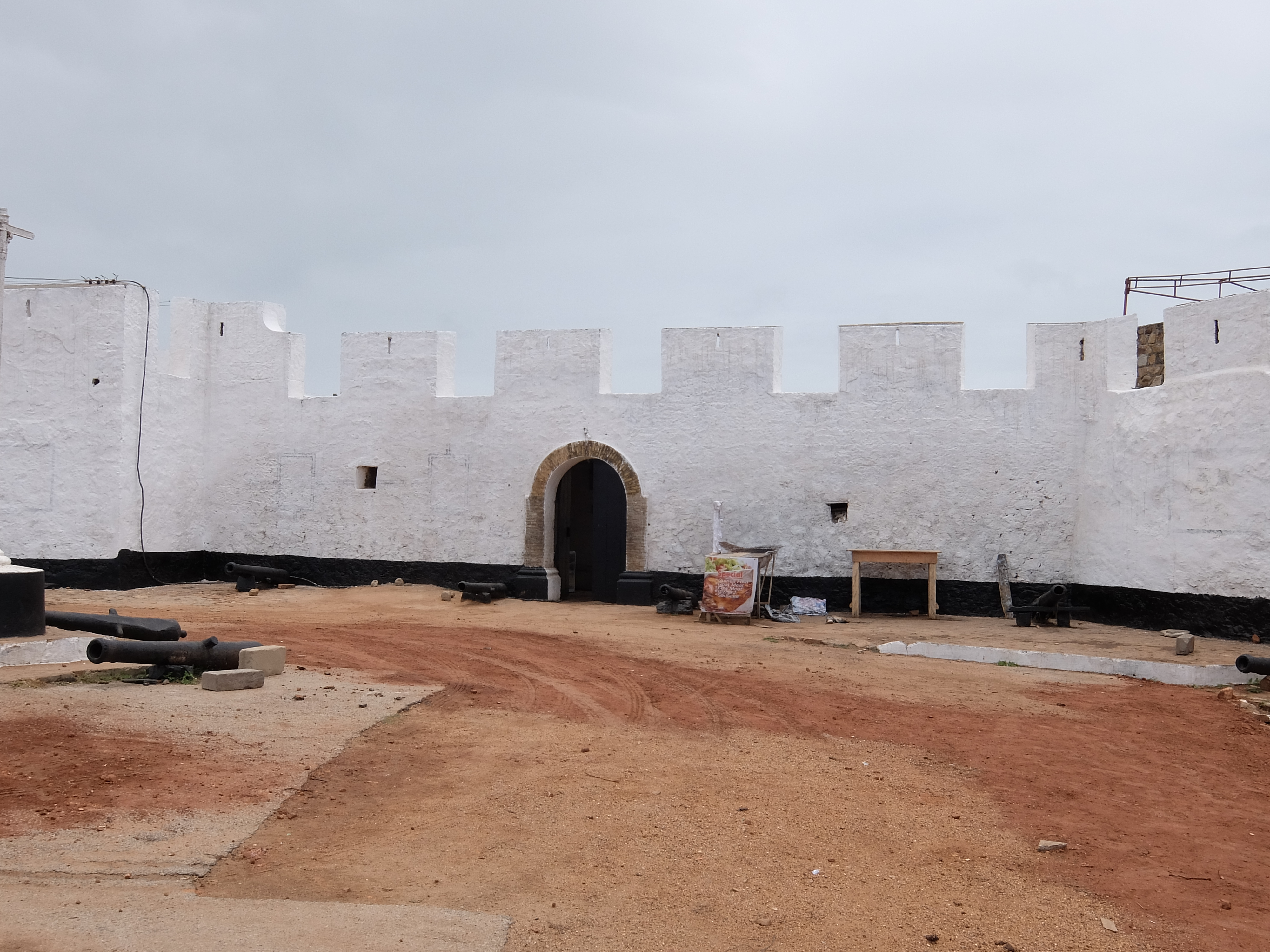
The entrance to Fort de Goede Hoop (Good Hope)
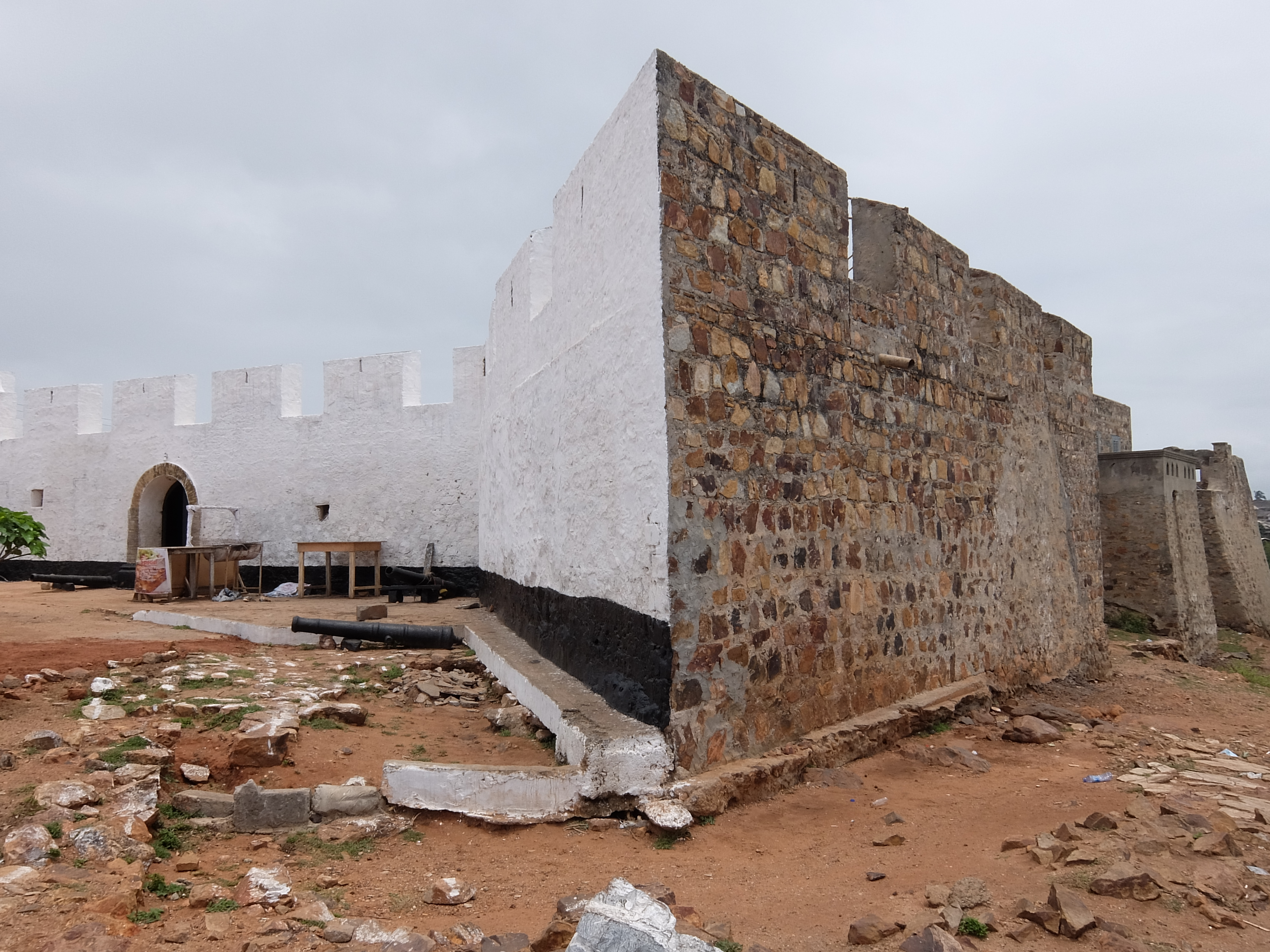
The front and side view of Fort de Goede Hoop (Good Hope)